# Церква Великомучениці Катерини (Красний Сулин)
Церква Великомучениці Катерини (рос. Церковь Великомученицы Екатерины) — православний храм в місті Красний Сулин Ростовської області; належить до Шахтинської і Міллеровської єпархії, Сулинське благочиння.

## Історія
Храм побудований на кошти фермера, директора ТОВ «Приміське», депутата красносулинских міських зборів  — Юрія Олександровича Мірошниченка, який вирішив побудувати церкву, що носить ім'я його матері, яка рано пішла з життя 
Закладний камінь храму Святої Катерини освячено 30 березня 2012 року; 4 грудня 2012 року освячено куполи. У п'ятницю 10 травня 2013 року Світлої седмиці, єпископ Шахтинський і Міллеровський Ігнатій здійснив обряд освячення храму. Це єдиний на Донській землі дерев'яний храм з куполом у вигляді вінця на честь Святої Великомучениці Катерини.
У 2014 році ктитору Катерининського храму  — Юрію Мірошниченку  — єпископ Ігнатій вручив єпархіальну медаль «За заслуги перед Шахтинською єпархією». Так Шахтинське єпархіальне управління відзначило праці Мірошниченка з будівництва храму. Того ж року в Катерининському храмі встановлено новий кіот та ікону Пресвятої Богородиці «Всецариця», які освятив благочинний парафій Сулинського округу, настоятель Катерининського храму — протоієрей Василь Хадикін.
У ході збройного конфлікту на сході України Катерининський прихід надавав допомогу біженцям з України .
У 2016 році в приході церкви стараннями Юрія Мірошниченка організовано і відкрито парафіяльну трапезну, що працює у святкові та недільні дні. Планується це приміщення тимчасово використовувати для занять недільної школи.